# Lintot-les-Bois
Lintot-les-Bois ist eine französische Gemeinde mit 197 Einwohnern (Stand: 1. Januar 2022) im Département Seine-Maritime in der Region Normandie. Sie gehört zum Arrondissement Dieppe und zum Kanton Luneray und ist Teil des Kommunalverbands Terroir de Caux. Die Einwohner werden Lintotais genannt.

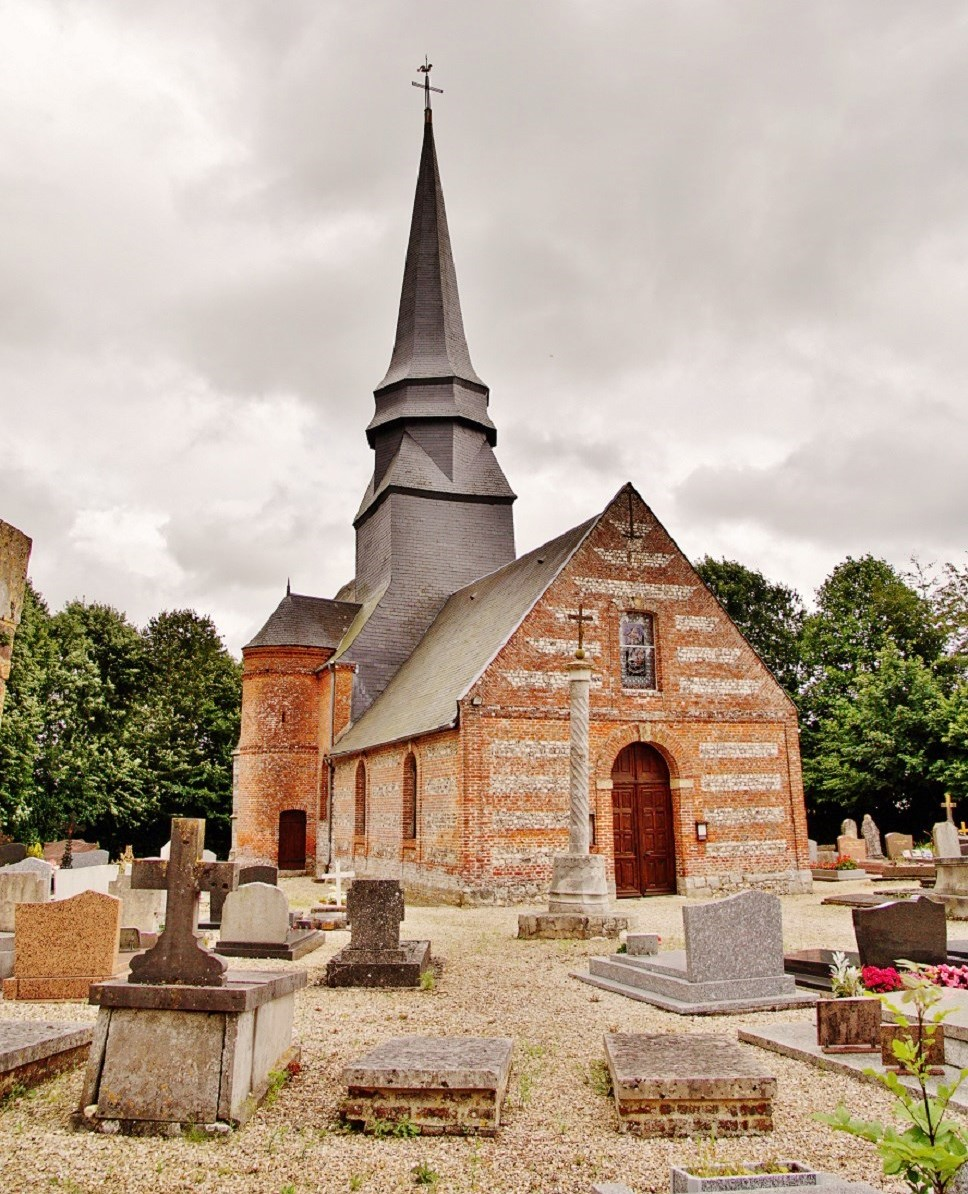
Pfarrkirche Saint-Nicolas, gewidmet Nikolaus von Myra
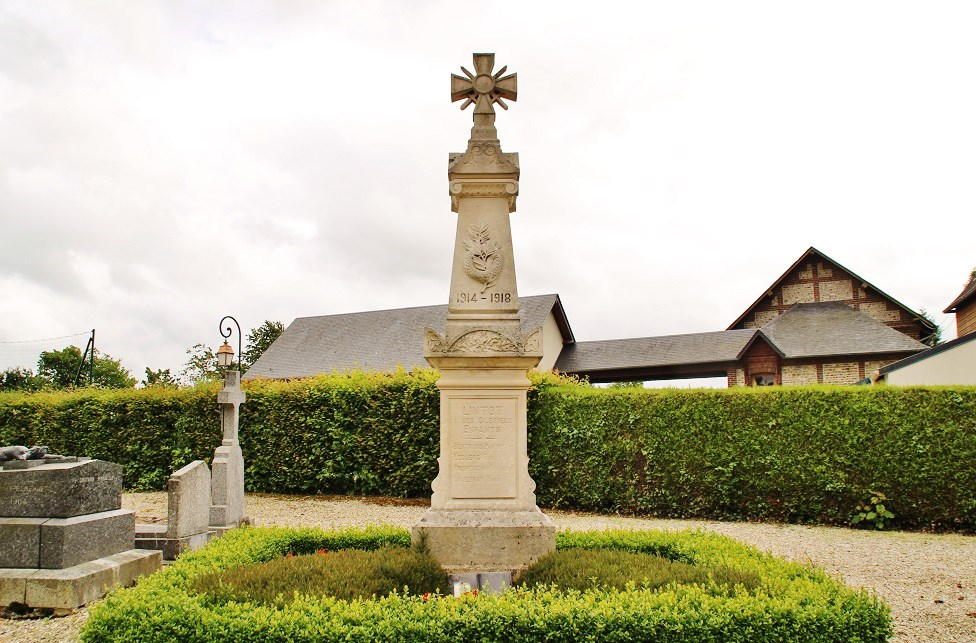
Kriegerdenkmal (Erster Weltkrieg)

## Geographie
Lintot-les-Bois ist ein Bauerndorf und liegt 14 Kilometer südlich von Dieppe.

## Bevölkerungsentwicklung
Die Bevölkerungsanzahl ist durch Volkszählungen seit 1793 bekannt. Die Einwohnerzahlen bis 2005 werden auf der Website der École des Hautes Études en Sciences Sociales veröffentlicht.
| Jahr | Bevölkerungsanzahl |
| ---- | ------------------ |
| 1962 | 143                |
| 1968 | 154                |
| 1975 | 151                |
| 1982 | 174                |
| 1990 | 176                |
| 1999 | 151                |
| 2006 | 180                |
| 2015 | 182                |